# هایماش
هایماش (به مجاری:  Hajmás) یک منطقهٔ مسکونی در مجارستان است که در ناحیه کاپوشوار واقع شده‌است. هایماش ۱۱٫۱۱ کیلومتر مربع مساحت و ۲۲۶ نفر جمعیت دارد.